# Hochwasserrückhaltebecken Reichenbach (Spraitbach)
Das Hochwasserrückhaltebecken Reichenbach (auch Reichenbachsee Spraitbach) liegt südwestlich von Spraitbach im baden-württembergischen Ostalbkreis im nördlich von Schwäbisch Gmünd gelegenen Welzheimer Wald.
Der Staudamm ist ein Erddamm und staut den Reichenbach, einen linken Zufluss der Lein, zu einem kleinen Dauerstausee mit einem Inhalt von nur 45.000 m³. Dieser hat eine Fläche von 2,85 ha. Der größte Teil des Staubeckens wird nur bei Hochwasser gefüllt.
Das Hochwasserrückhaltebecken gehört dem Wasserverband Kocher-Lein. Angelegt wurde es – wie zehn weitere im Einzugsbereich der Lein – vom Wasserverband Kocher-Lein. Mit ihrem Bau sollte die Hochwassergefahr im Leintal und im mittleren Kochertal vermindert werden. Außerdem dient der Stausee der Naherholung.

## Freizeitinformationen
Der Stausee wird als Angelgewässer bewirtschaftet. Die Hauptfischarten sind Hecht, Barsch, Karpfen, Schleie, Aal und Weißfischarten.